# Paretroplus lamenabe
Paretroplus lamenabe es una especie de peces de la familia Cichlidae en el orden de los Perciformes.

## Distribución geográfica
Se encuentra en Madagascar.